# Genetta victoriae
La jineta gigante (Genetta victoriae) es una especie mamífero carnívoro de la familia Viverridae. Se encuentra en Uganda y en sectores de Zaire. 